# Productos de la concepción

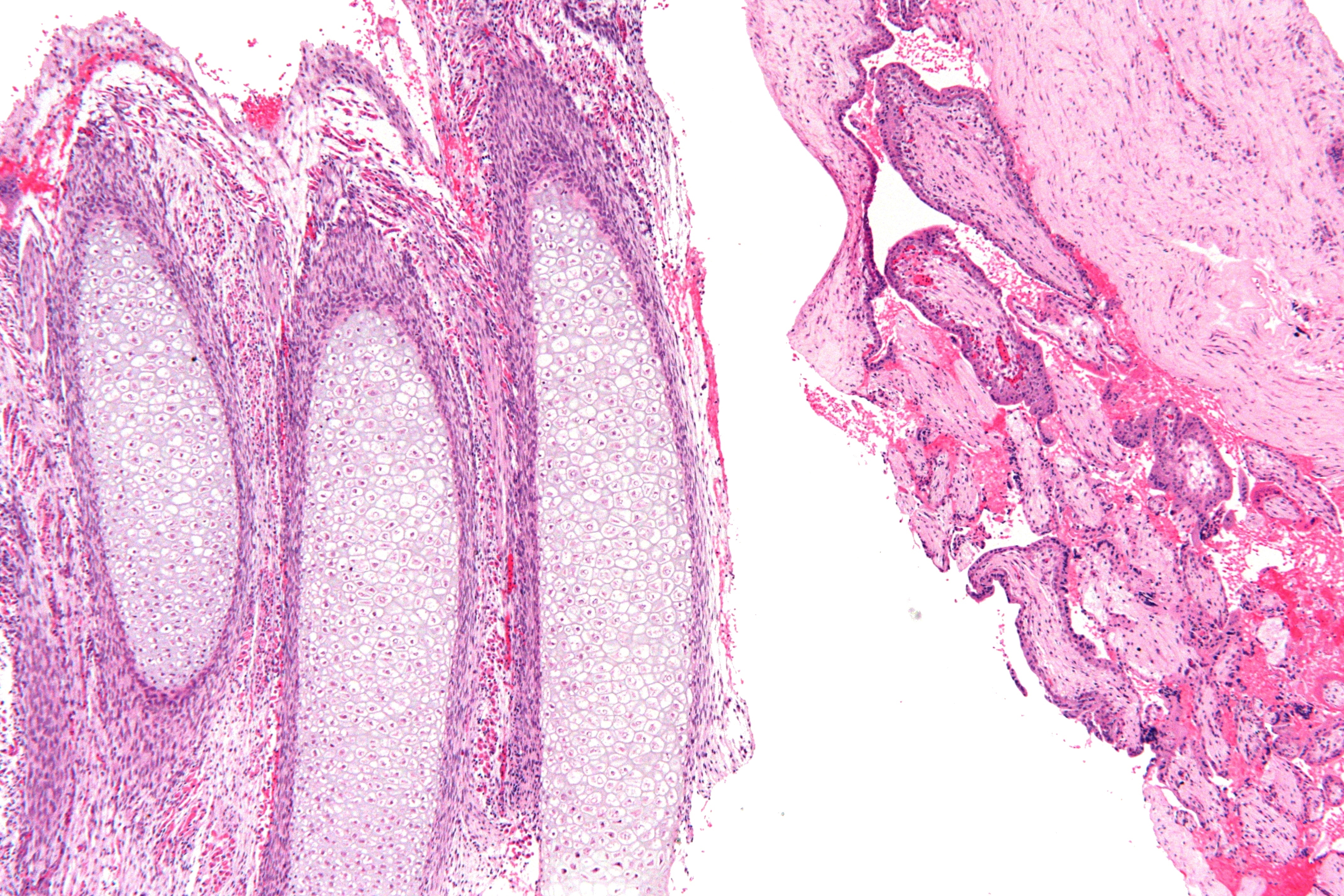
Micrografía de productos de la concepción. Vellosidades coriónicas (a la derecha de la imagen) y cartílago, es decir, partes fetales (a la izquierda de la imagen). Tinción H&E.

Productos de la concepción, abreviado POC, es un término médico utilizado para el tejido derivado de la unión de un óvulo y un espermatozoide. Abarca la gestación anembrionaria (óvulo arruinado) que no tiene un embrión viable.
En el contexto del tejido de una dilatación y curetaje, la presencia de POC excluye esencialmente un embarazo ectópico.

## Productos retenidos de la concepción
Los productos de la concepción retenidos son los productos de la concepción que permanecen en el útero después del parto, el aborto con medicamentos o el aborto espontáneo (también conocido como aborto espontáneo).  El aborto espontáneo con productos de la concepción retenidos se denomina retraso cuando no se han expulsado o se han expulsado muy pocos productos de la concepción, y se denomina aborto incompleto cuando se han expulsado algunos productos, pero algunos aún permanecen in útero.

## Diagnóstico
El diagnóstico se basa en la presentación clínica, la HCG cuantitativa, la ecografía y la evaluación anatomopatológica. Una masa sólida, heterogénea y ecogénica tiene un valor predictivo positivo del 80%, pero está presente solo en una minoría de casos. Un endometrio engrosado de >10 mm generalmente se considera anormal, aunque no existe consenso sobre el punto de corte apropiado. Un corte de 8 mm o más tiene una tasa positiva del 34%, mientras que un corte de 14 mm o más tiene una sensibilidad del 85% y una especificidad del 64% para el diagnóstico. El flujo Doppler en el canal endometrial puede aumentar la confianza en el diagnóstico, aunque su ausencia no lo excluye, ya que el 40% de los casos de productos retenidos tienen poco o ningún flujo. El diagnóstico diferencial en casos sospechosos incluye atonía uterina, coágulo de sangre, enfermedad trofoblástica gestacional y apariencia posparto normal del útero. El coágulo de sangre posparto es más común, se informa en hasta el 24 % de las pacientes posparto y tiende a ser más hipoecoico que los productos retenidos con flujo ausente en el Doppler y se resuelve espontáneamente en las exploraciones de seguimiento. La presencia de gas aumenta la posibilidad de endometritis posparto, aunque esto también se puede observar hasta en un 21 % de los estados posparto normales. El útero posparto normal suele tener menos de 2 cm de espesor, y continúa involucionando en escaneos de seguimiento a 7 mm o menos con el tiempo. Los productos retenidos no son infrecuentes y ocurren en aproximadamente el 1% de todos los embarazos, aunque es más común después de abortos, ya sea electivos o espontáneos. Existe una superposición significativa entre la apariencia de un útero posparto normal y los productos retenidos. Si no hay masa o líquido en el canal endometrial y el grosor del endometrio es inferior a 10 mm y sin aumento de flujo, los productos retenidos son estadísticamente improbables.

### Infecciones
Estudios recientes indican que los productos de la concepción pueden ser susceptibles a infecciones patógenas, incluidas infecciones virales. De hecho, se han detectado huellas de poliomavirus JC y poliomavirus de células de Merkel en vellosidades coriónicas de mujeres afectadas por aborto espontáneo y de mujeres embarazadas. Otro virus, el poliomavirus BK, se ha detectado en los mismos tejidos, pero en menor extensión.

## Tratamiento

### Después del aborto con medicamentos
De acuerdo con las Preguntas clínicas frecuentes sobre el aborto con medicamentos de la OMS de 2006, la presencia de productos restantes de la concepción en el útero (detectados por ultrasonografía obstétrica) después de un aborto con medicamentos no es una indicación para la intervención quirúrgica (es decir, aspiración por vacío o dilatación y curetaje). Los productos restantes de la concepción serán expulsados durante el sangrado vaginal posterior. Aun así, la intervención quirúrgica puede realizarse a petición de la mujer, si el sangrado es abundante o prolongado, o causa anemia, o si hay evidencia de endometritis.

### En aborto tardío
En el aborto espontáneo tardío (también llamado aborto diferido), las recomendaciones de manejo dependen de los hallazgos en la ecografía: 
- Saco gestacional mayor de 30-35 mm, embrión mayor de ~25 mm (correspondiente a 9+0 semanas de edad gestacional): se recomienda cirugía. Presenta un alto riesgo de dolor y sangrado con el paso de los productos de la concepción. Todavía se pueden considerar métodos alternativos.
- Saco gestacional 15-35 mm, embrión menor de 25 mm (correspondiente a entre 7 y 9+0 semanas de edad gestacional): Se recomienda medicación. Se puede considerar la cirugía o el manejo expectante.
- Saco gestacional menor de 15-20 mm, correspondiente a una edad gestacional menor de 7 semanas: Es preferible manejo expectante o medicación. Los productos de la concepción pueden ser difíciles de encontrar quirúrgicamente con un riesgo considerable de procedimiento quirúrgico fallido.

### En aborto espontáneo incompleto
En el aborto espontáneo incompleto, las recomendaciones de manejo dependen de los hallazgos en la ecografía: 
- Productos retenidos de la concepción menores de 15 mm: generalmente es preferible el manejo expectante. Hay una alta probabilidad de expulsión espontánea.
- Productos retenidos de la concepción que midan entre 15 y 20 mm: Se recomienda manejo médico o expectante. La cirugía sólo debe considerarse bajo indicación específica.
- En productos retenidos de la concepción que miden más de 35 a 50 mm, se recomiendan las siguientes medidas:

- Administración de misoprostol para acelerar el paso de los productos de la concepción.
- Admisión a la atención de pacientes hospitalizados para observación durante unas horas o toda la noche hasta que la mayoría de los productos de la concepción hayan pasado y el sangrado haya disminuido.
- Después del fracaso aparente del misoprostol, se debe realizar un examen ginecológico antes de considerar la evacuación quirúrgica del útero o que la paciente abandone el hospital.